# 久保田康耶
久保田 康耶（くぼた やすや、1928年12月3日 - 2010年11月14日）は、日本の歯学者・医師・歯科医師。東京医科歯科大学歯学部歯科麻酔学講座教授。国際歯科麻酔学連合初代会長。元日本歯科麻酔学会理事長。日本で最初の歯科麻酔学の教授。
歯科麻酔、障害者歯科の普及に努め、歯科麻酔学の父とよばれることもあり、1979年に立ち上げた沖縄県重度心身障害者全身麻酔下歯科治療事業は2010年現在も継続されている。

## 経歴
1950年に東京医学歯学専門学校医学科を、1957年東京医科歯科大学歯学部を卒業、同大学院、歯学部助手、講師、助教授を経て1967年東京医科歯科大学歯学部歯科麻酔学講座教授に就任、1994年より名誉教授。
1961年に東京医科歯科大学より歯学博士の学位を得る。学位論文の題は、「顎関節侵襲の顔面骨発育に及ぼす影響に関する実験的研究」。

## 所属学会
- 日本歯科麻酔学会 元理事長[5]
- 日本歯科医学会 元理事[5]
- 日本歯科薬物療法学会 元理事[5]
- 日本障害者歯科学会 元理事[1]、名誉会員[1]、名誉指導医[1]、名誉認定医[1]
- 日本老年歯科医学会 元理事[5]
- 日本有病者歯科医療学会 元理事[5]
- 日本歯科医学教育学会 元理事[5]、名誉会員[8]
- 日本歯科心身医学会 元理事[5]
- 日本口蓋裂学会 元理事[5]、名誉会員[9]
- 日本口腔科学会 元理事[5]、名誉会員[10]
- 日本小児口腔外科学会 元理事[5]
- 日本疼痛学会 元評議員[5]
- 日本口腔外科学会 元評議員[5]
- 日本顎関節学会 元評議員[5]
- 日本国際歯科麻酔学会議 第3回大会長[5]
- 日本麻酔科学会 元評議員[5]
- 日本歯科東洋医学会[1]
- 日本臨床モニター学会[1]
- 国際歯科研究学会[1]
- 国際歯科研究学会日本部会[1]
- 国際歯科麻酔学連合初代会長[4]
- 国際歯科連盟[1]

## 著書
- 久保田康耶 他 編『歯科麻酔学』医歯薬出版、1971年6月。ASIN B000JA0SN0。
- 久保田康耶 他 編『歯科麻酔学』（第3版）医歯薬出版、1980年1月。
- 久保田康耶『患者さんの痛みがとれますか』クインテッセンス出版、1986年1月。ISBN 978-4874172025。
- 久保田康耶 他 編『歯科麻酔学』（第4版）医歯薬出版、1989年3月。
- 久保田康耶 他 著、藍稔、岡達 編『顎関節症の臨床』医歯薬出版〈歯界展望 別冊〉、1989年6月。
- 久保田康耶 他 著、岡達、藍稔 編『顎関節症　治療のポイント50』医歯薬出版〈歯界展望 別冊〉、1990年8月。